# Campeonato regional de fútbol de São Vicente 2016-17
El campeonato regional de São Vicente 2016-17 fue el campeonato que se juega en la isla de São Vicente. Empezó el 17 de diciembre de 2016 . El torneo lo organizó la federación de fútbol de São Vicente. CS Mindelense fue el equipo defensor del título. El Ribeira Bote volvió a primera división y ocupó la plaza del descendido Amarante.
El campeón se ganó una plaza para disputar el campeonato caboverdiano de fútbol 2017, al ser CS Mindelense lo hizo el subcampeón al estarlo este último por ser el campeón nacional de la edición pasada. El equipo que finalice en última posición desciende a la segunda división y el que termine en novena posición juega una promoción a ida y vuelta contra el equipo que ocupe el segundo lugar de segunda división.
Inicialmente el Académica do Mindelo finalizó campeón y el Salamansa en última posición, debido a una protesta realizada por el Derby sobre la inscripción del portero del Académica de Mindelo realizada con identidad falsa, el Consejo de Disciplina de la Federación Caboverdiana de Fútbol, decidió quitarle todos los puntos conseguidos en los que participó el jugador, siendo un total de 11. Esto hizo reasignar los puntos y cambiar el orden de la tabla, siendo campeón el Mindelense, y ocupando la posición de descenso el Falções do Norte, el Salamansa pasó a séptima posición para jugar la promoción de permanencia.

## Equipos participantes
| Primera División - Académica do Mindelo - Batuque FC - FC Derby - Falcões do Norte - Farense - CS Mindelense - Ribeira Bote - Salamansa FC | Segunda división - Amarante - Calhau - Castilho - Corinthians - Ponta d´Pom - São Pedro |

## Tabla de posiciones
| Pos.                                      | Equipo               | PJ | PG | PE | PP | GF | GC | Dif. | Pts. |
| ----------------------------------------- | -------------------- | -- | -- | -- | -- | -- | -- | ---- | ---- |
| 1                                         | CS Mindelense (C)    | 14 | 9  | 5  | 0  | 27 | 9  | +18  | 32   |
| 2                                         | FC Derby             | 14 | 6  | 4  | 4  | 22 | 18 | +4   | 22   |
| 3                                         | Académica do Mindelo | 14 | 7  | 0  | 7  | 18 | 21 | -3   | 21   |
| 4                                         | Batuque FC           | 14 | 6  | 2  | 6  | 14 | 15 | -1   | 20   |
| 5                                         | Farense              | 14 | 5  | 3  | 6  | 17 | 16 | +1   | 18   |
| 6                                         | Ribeira Bote         | 14 | 4  | 4  | 6  | 14 | 14 | 0    | 16   |
| 7                                         | Salamansa FC (P)     | 14 | 3  | 5  | 6  | 10 | 23 | -13  | 14   |
| 8                                         | Falcões do Norte (D) | 14 | 3  | 3  | 8  | 16 | 22 | -6   | 12   |
| Última actualización: 30 de abril de 2017 |                      |    |    |    |    |    |    |      |      |

|  | Clasificado para el campeonato caboverdiano de fútbol 2017. |
|  | Promoción de descenso a segunda división de São Vicente.    |
|  | Descendido a segunda división de São Vicente.               |

(C) Campeón
(P) Juega la promoción
(D) Descendido

## Resultados
| Ribeira Bote | 0 - 1 | Derby             | Adérito Sena | 17 de diciembre | 14:00 |
| Falcões      | 1 - 2 | Batuque           | Adérito Sena | 17 de diciembre | 16:00 |
| Salamansa    | 0 - 3 | Academica Mindelo | Adérito Sena | 18 de diciembre | 14:00 |
| Farense      | 0 - 1 | Mindelense        | Adérito Sena | 18 de diciembre | 16:00 |

| Mindelense        | 1 - 1 | Salamansa    | Adérito Sena | 7 de enero | 14:00 |
| Academica Mindelo | 4 - 2 | Farense      | Adérito Sena | 7 de enero | 16:00 |
| Batuque           | 2 - 1 | Ribeira Bote | Adérito Sena | 8 de enero | 14:00 |
| Derby             | 1 - 0 | Falcões      | Adérito Sena | 8 de enero | 16:00 |

| Salamansa | 1 - 1 | Batuque           | Adérito Sena | 14 de enero   | 14:00 |
| Falcões | 0 - 1 | Academica Mindelo | Adérito Sena | 14 de enero   | 16:00 |
| Farense | 2 - 1 | Derby             | Adérito Sena | 4 de marzo n1 | 14ː00 |
| Ribeira Bote | 0 - 1 | Mindelense        | Adérito Sena | 4 de marzo n1 | 16:00 |
| Nota 1: Estos partidos fueron aplazados por la convocatoria a la selección de jugadores del Mindelense y Derby. |       |                   |              |               |       |

| Mindelense        | 2 - 1 | Falcões      | Adérito Sena | 28 de enero | 14:00 |
| Academica Mindelo | 2 - 0 | Ribeira Bote | Adérito Sena | 28 de enero | 16:00 |
| Farense           | 3 - 0 | Salamansa    | Adérito Sena | 29 de enero | 14:00 |
| Derby             | 3 - 2 | Batuque      | Adérito Sena | 29 de enero | 16:00 |

| Salamansa         | 1 - 1 | Derby        | Adérito Sena | 4 de febrero | 14:00 |
| Batuque           | 1 - 0 | Farense      | Adérito Sena | 4 de febrero | 16:00 |
| Falcões           | 1 - 2 | Ribeira Bote | Adérito Sena | 5 de febrero | 14:00 |
| Academica Mindelo | 1 - 2 | Mindelense   | Adérito Sena | 5 de febrero | 16:00 |

| Ribeira Bote | 1 - 1 | Farense           | Adérito Sena | 11 de febrero | 14:00 |
| Falcões      | 0 - 0 | Salamansa         | Adérito Sena | 11 de febrero | 16:00 |
| Batuque      | 0 - 1 | Academica Mindelo | Adérito Sena | 12 de febrero | 14:00 |
| Derby        | 1 - 1 | Mindelense        | Adérito Sena | 12 de febrero | 16:00 |

| Academica Mindelo                                                             | 0 - 3n2 | Derby        | Adérito Sena | 25 de febrero | 14:00 |
| Mindelense                                                                    | 1 - 1   | Batuque      | Adérito Sena | 25 de febrero | 16:00 |
| Farense                                                                       | 2 - 1   | Falcões      | Adérito Sena | 26 de febrero | 14:00 |
| Salamansa                                                                     | 1 - 0   | Ribeira Bote | Adérito Sena | 26 de febrero | 16:00 |
| Nota 2: El partido finalizó 0-0, perdió el Académica por alineación indebida. |         |              |              |               |       |

| Mindelense                                                                    | 3 - 1   | Farense      | Adérito Sena | 11 de marzo | 14:00 |
| Academica Mindelo                                                             | 0 - 3n3 | Salamansa    | Adérito Sena | 11 de marzo | 16:00 |
| Batuque                                                                       | 0 - 1   | Falcões      | Adérito Sena | 12 de marzo | 14:00 |
| Derby                                                                         | 1 - 1   | Ribeira Bote | Adérito Sena | 12 de marzo | 16:00 |
| Nota 3: El partido finalizó 2-1, perdió el Académica por alineación indebida. |         |              |              |             |       |

| Falcões                                                                       | 3 - 1   | Derby      | Adérito Sena | 18 de marzo | 14:00 |
| Ribeira Bote                                                                  | 0 - 1   | Batuque    | Adérito Sena | 18 de marzo | 16:00 |
| Salamansa                                                                     | 0 - 5   | Mindelense | Adérito Sena | 19 de marzo | 14:00 |
| Academica Mindelo                                                             | 0 - 3n4 | Farense    | Adérito Sena | 19 de marzo | 16:00 |
| Nota 4: El partido finalizó 1-1, perdió el Académica por alineación indebida. |         |            |              |             |       |

| Academica Mindelo | 4 - 1 | Falcões      | Adérito Sena | 1 de abril | 14:00 |
| Mindelense        | 0 - 0 | Ribeira Bote | Adérito Sena | 1 de abril | 16:00 |
| Derby             | 2 - 2 | Farense      | Adérito Sena | 2 de abril | 14:00 |
| Batuque           | 1 - 2 | Salamansa    | Adérito Sena | 2 de abril | 16:00 |

| Batuque                                                                       | 1 - 2   | Derby             | Adérito Sena | 8 de abril | 14:00 |
| Salamansa                                                                     | 0 - 1   | Farense           | Adérito Sena | 8 de abril | 16:00 |
| Ribeira Bote                                                                  | 3 - 0n5 | Academica Mindelo | Adérito Sena | 9 de abril | 14:00 |
| Falcões                                                                       | 2 - 2   | Mindelense        | Adérito Sena | 9 de abril | 16:00 |
| Nota 5: El partido finalizó 1-2, perdió el Académica por alineación indebida. |         |                   |              |            |       |

| Farense                                                                       | 0 - 1   | Batuque           | Adérito Sena | 14 de abril | 14:00 |
| Derby                                                                         | 4 - 0   | Salamansa         | Adérito Sena | 14 de abril | 16:00 |
| Mindelense                                                                    | 3 - 0n6 | Academica Mindelo | Adérito Sena | 15 de abril | 14:00 |
| Ribeira Bote                                                                  | 4 - 3   | Falcões           | Adérito Sena | 15 de abril | 16:00 |
| Nota 6: El partido finalizó 0-1, perdió el Académica por alineación indebida. |         |                   |              |             |       |

| Mindelense        | 3 - 1 | Derby        | Adérito Sena | 22 de abril | 14:00 |
| Academica Mindelo | 0 - 1 | Batuque      | Adérito Sena | 22 de abril | 16:00 |
| Salamansa         | 1 - 1 | Falcões      | Adérito Sena | 23 de abril | 14:00 |
| Farense           | 0 - 0 | Ribeira Bote | Adérito Sena | 23 de abril | 16:00 |

| Ribeira Bote | 2 - 0 | Salamansa         | Adérito Sena | 29 de abril | 14:00 |
| Falcões      | 1 - 0 | Farense           | Adérito Sena | 29 de abril | 16:00 |
| Batuque      | 0 - 2 | Mindelense        | Adérito Sena | 30 de abril | 14:00 |
| Derby        | 0 - 2 | Academica Mindelo | Adérito Sena | 30 de abril | 16:00 |

### Evolución de las posiciones
| Equipo / Jornada     | 01 | 02 | 03 | 04 | 05 | 06 | 07 | 08 | 09 | 10 | 11 | 12 | 13 | 14 |
| -------------------- | -- | -- | -- | -- | -- | -- | -- | -- | -- | -- | -- | -- | -- | -- |
| Académica do Mindelo | 1  | 1  | 1  | 1  | 1  | 1  | 1  | 1  | 2  | 1  | 1  | 1  | 1  | 3  |
| Batuque FC           | 2  | 2  | 2  | 4  | 4  | 4  | 4  | 4  | 3  | 4  | 5  | 4  | 4  | 4  |
| FC Derby             | 4  | 3  | 3  | 2  | 2  | 2  | 3  | 3  | 4  | 3  | 3  | 3  | 3  | 2  |
| Falcões              | 5  | 6  | 8  | 7  | 8  | 8  | 8  | 8  | 6  | 7  | 7  | 8  | 8  | 8  |
| Farense              | 6  | 8  | 7  | 5  | 5  | 5  | 5  | 5  | 5  | 5  | 4  | 5  | 5  | 5  |
| CS Mindelense        | 3  | 4  | 4  | 3  | 3  | 3  | 2  | 2  | 1  | 2  | 2  | 2  | 2  | 1  |
| Ribeira Bote         | 7  | 7  | 6  | 8  | 6  | 6  | 7  | 7  | 8  | 8  | 8  | 7  | 7  | 6  |
| Salamansa FC         | 8  | 5  | 5  | 6  | 7  | 7  | 6  | 6  | 7  | 6  | 6  | 6  | 6  | 7  |

| Campeón CS Mindelense 49.o título |

## Estadísticas
- Mayor goleada: Salamansa 0 - 5 Mindelense (19 de marzo)
- Partido con más goles:

Derby 3 - 2 Batuque (29 de enero)
Salamansa 0 - 5 Mindelense (19 de marzo)
Académica Mindelo 4 - 1 Falcões (1 de abril)
- Mejor racha ganadora: Académica Mindelo; 4 jornadas (jornada 1 a 4)
- Mejor racha invicta: Mindelense; 11 jornadas (jornada 1 a 11)
- Mejor racha marcando: Mindelense; 9 jornadas (jornada 1 a 9)
- Mejores racha imbatida: 5 equipos; 2 jornadas